# Elecciones para gobernador de California de 2022
La elección para gobernador de California de 2022 se llevó a cabo el 8 de noviembre de ese año. Las elecciones primarias del estado se llevaron a cabo el 7 de junio de 2022.
El gobernador demócrata titular Gavin Newsom se postuló para un segundo mandato, luego de pasar por una elección revocatoria en 2021.

## Elección primaria

### Candidatos declarados
Las siguientes personas han declarado su candidatura al Secretario de Estado de California:

#### Partido Republicano
- Ronald A. Anderson
- Shawn Collins
- Brian Dahle
- Ron Jones
- Jenny Rae Le Roux
- David Lozano
- Daniel R. Mercuri
- Cristian Raul Morales
- Robert C. Newman
- Lonnie Sortor
- Anthony Trimino
- Major Williams
- Leo S. Zacky

#### Partido Demócrata
- Anthony Fanara
- Gavin Newsom
- Armando Perez-Serrato
- Joel Ventresca

#### Partido Verde
- Heather Collins
- Luis Javier Rodriguez

#### Sin partido calificado de preferencia
- Serge Fiankan
- James G. Hanink
- Woodrow Sanders III
- Frederic C. Schultz
- Reinette Senum
- Michael Shellenberger
- Bradley Zink

### Resultados
| Partido                               | Partido       | Candidato             | Votos     | %     |
| ------------------------------------- | ------------- | --------------------- | --------- | ----- |
|                                       | Demócrata     | Gavin Newsom          | 3,945,728 | 55.86 |
|                                       | Republicano   | Brian Dahle           | 1,252,800 | 17.74 |
|                                       | Independiente | Michael Shellenberger | 290,286   | 4.11  |
|                                       | Republicano   | Jenny R. Le Roux      | 246,665   | 3.49  |
|                                       | Republicano   | Anthony Trimino       | 246,322   | 3.49  |
|                                       | Republicano   | Shawn Collins         | 173,083   | 2.45  |
|                                       | Verde         | Luis J. Rodriguez     | 124,672   | 1.76  |
|                                       | Republicano   | Leo S. Zacky          | 94,521    | 1.34  |
|                                       | Republicano   | Major Williams        | 92,580    | 1.31  |
|                                       | Republicano   | Robert C. Newman II   | 82,849    | 1.17  |
|                                       | Demócrata     | Joel Ventresca        | 66,885    | 0.95  |
|                                       | Republicano   | David Lozano          | 66,542    | 0.94  |
|                                       | Republicano   | Ronald A. Anderson    | 53,554    | 0.76  |
|                                       | Independiente | Reinette Senum        | 53,015    | 0.75  |
|                                       | Demócrata     | Armando Perez-Serrato | 45,474    | 0.64  |
|                                       | Republicano   | Ron Jones             | 38,337    | 0.54  |
|                                       | Republicano   | Daniel R. Mercuri     | 36,396    | 0.52  |
|                                       | Verde         | Heather Collins       | 29,690    | 0.42  |
|                                       | Demócrata     | Anthony Fanara        | 25,086    | 0.36  |
|                                       | Republicano   | Cristian R. Morales   | 22,304    | 0.32  |
|                                       | Republicano   | Lonnie Sortor         | 21,044    | 0.30  |
|                                       | Independiente | Frederic C. Schultz   | 17,502    | 0.25  |
|                                       | Independiente | Woodrow Sanders III   | 16,204    | 0.23  |
|                                       | Independiente | James G. Hanink       | 10,110    | 0.14  |
|                                       | Independiente | Serge Fiankan         | 6,201     | 0.09  |
|                                       | Independiente | Bradley Zink          | 5,997     | 0.08  |
|                                       |               |                       |           |       |
| Total                                 | Total         | Total                 | 7,063,868 | 100   |
|                                       |               |                       |           |       |
| Fuente: California Secretary of State |               |                       |           |       |

## Resultados

### Generales
| Partido                                  | Partido       | Candidato     | Votos      | %     |
| ---------------------------------------- | ------------- | ------------- | ---------- | ----- |
|                                          | Demócrata     | Gavin Newsom  | 6,470,104  | 59.18 |
|                                          | Republicano   | Brian Dahle   | 4,462,914  | 40.82 |
|                                          |               |               |            |       |
| Total                                    | Total         | Total         | 10,933,018 | 100   |
| Participación                            | Participación | Participación | 11,146,610 | 50.80 |
| Registrados                              | Registrados   | Registrados   | 21,940,274 |       |
|                                          |               |               |            |       |
| Fuente: California General Election 2022 |               |               |            |       |

### Por condado
|                 | Newsom Demócrata | Newsom Demócrata | Dahle Republicano | Dahle Republicano | Total     |
| Condado         | Votos            | %                | Votos             | %                 | Total     |
| --------------- | ---------------- | ---------------- | ----------------- | ----------------- | --------- |
| Alameda         | 387,046          | 79.32            | 100,923           | 20.68             | 487,969   |
| Alpine          | 363              | 58.64            | 256               | 41.36             | 619       |
| Amador          | 6,027            | 32.31            | 12,628            | 67.69             | 18,655    |
| Butte           | 31,502           | 43.49            | 40,939            | 56.51             | 72,441    |
| Calaveras       | 7,103            | 33.44            | 14,137            | 66.56             | 21,240    |
| Colusa          | 1,553            | 27.92            | 4,009             | 72.08             | 5,562     |
| Contra Costa    | 265,371          | 68.31            | 123,132           | 31.69             | 388,503   |
| Del Norte       | 3,264            | 38.97            | 5,111             | 61.03             | 8,375     |
| El Dorado       | 34,534           | 38.95            | 54,137            | 61.05             | 88,671    |
| Fresno          | 98,417           | 44.92            | 120,668           | 55.08             | 219,085   |
| Glenn           | 1,930            | 24.34            | 6,000             | 75.66             | 7,930     |
| Humboldt        | 29,541           | 61.80            | 18,257            | 38.20             | 47,798    |
| Imperial        | 16,711           | 55.95            | 13,158            | 44.05             | 29,869    |
| Inyo            | 3,382            | 45.23            | 4,095             | 54.77             | 7,477     |
| Kern            | 69,701           | 36.94            | 119,002           | 63.06             | 188,703   |
| Kings           | 9,389            | 34.89            | 17,523            | 65.11             | 26,912    |
| Lake            | 9,771            | 48.54            | 10,360            | 51.46             | 20,131    |
| Lassen          | 1,444            | 15.75            | 7,726             | 84.25             | 9,170     |
| Los Ángeles     | 1,620,053        | 67.81            | 769,174           | 32.19             | 2,389,227 |
| Madera          | 13,283           | 35.94            | 23,678            | 64.06             | 36,961    |
| Marin           | 95,289           | 80.03            | 23,775            | 19.97             | 119,064   |
| Mariposa        | 2,944            | 37.55            | 4,896             | 62.45             | 7,840     |
| Mendocino       | 19,031           | 62.61            | 11,363            | 37.39             | 30,394    |
| Merced          | 25,200           | 45.59            | 30,073            | 54.41             | 55,273    |
| Modoc           | 687              | 20.13            | 2,725             | 79.87             | 3,412     |
| Mono            | 2,493            | 54.56            | 2,076             | 45.44             | 4,569     |
| Monterey        | 65,262           | 63.90            | 36,867            | 36.10             | 102,129   |
| Napa            | 32,437           | 64.73            | 17,671            | 35.27             | 50,108    |
| Nevada          | 26,655           | 52.54            | 24,082            | 47.46             | 50,737    |
| Orange          | 464,206          | 48.51            | 492,734           | 51.49             | 956,940   |
| Placer          | 73,619           | 40.43            | 108,450           | 59.57             | 182,069   |
| Plumas          | 3,083            | 35.71            | 5,550             | 64.29             | 8,633     |
| Riverside       | 285,000          | 47.83            | 310,901           | 52.17             | 595,901   |
| Sacramento      | 274,680          | 57.51            | 202,933           | 42.49             | 477,613   |
| San Benito      | 10,428           | 53.26            | 9,150             | 46.74             | 19,578    |
| San Bernardino  | 215,391          | 47.39            | 239,109           | 52.61             | 454,500   |
| San Diego       | 574,121          | 55.78            | 455,107           | 44.22             | 1,029,228 |
| San Francisco   | 257,402          | 85.38            | 44,064            | 14.62             | 301,466   |
| San Joaquín     | 85,498           | 48.22            | 91,827            | 51.78             | 177,325   |
| San Luis Obispo | 61,166           | 51.13            | 58,464            | 48.87             | 119,630   |
| San Mateo       | 185,599          | 74.98            | 61,918            | 25.02             | 247,517   |
| Santa Bárbara   | 80,648           | 59.57            | 54,726            | 40.43             | 135,374   |
| Santa Clara     | 379,377          | 70.01            | 162,518           | 29.99             | 541,895   |
| Santa Cruz      | 79,117           | 75.95            | 25,052            | 24.05             | 104,169   |
| Shasta          | 18,607           | 27.16            | 49,913            | 72.84             | 68,520    |
| Sierra          | 529              | 34.28            | 1,014             | 65.72             | 1,543     |
| Siskiyou        | 6,326            | 35.69            | 11,397            | 64.31             | 17,723    |
| Solano          | 77,769           | 59.54            | 52,850            | 40.46             | 130,619   |
| Sonoma          | 140,041          | 70.92            | 57,413            | 29.08             | 197,454   |
| Stanislaus      | 55,311           | 42.23            | 75,656            | 57.77             | 130,967   |
| Sutter          | 9,082            | 32.31            | 19,024            | 67.69             | 28,106    |
| Tehama          | 5,024            | 24.35            | 15,607            | 75.65             | 20,631    |
| Trinity         | 1,860            | 41.09            | 2,667             | 58.91             | 4,527     |
| Tulare          | 33,273           | 36.43            | 58,053            | 63.57             | 91,326    |
| Tuolumne        | 8,471            | 36.47            | 14,759            | 63.53             | 23,230    |
| Ventura         | 153,226          | 54.54            | 127,709           | 45.46             | 280,935   |
| Yolo            | 44,328           | 66.03            | 22,807            | 33.97             | 67,135    |
| Yuba            | 6,534            | 33.28            | 13,097            | 66.72             | 19,631    |